# 오기노메 케이코
오기노메 케이코(일본어: 荻野目 慶子, 1964년 9월 4일~)는 일본의 여배우이다. 사이타마현 출신이다.